# Emil Klein (Politiker)

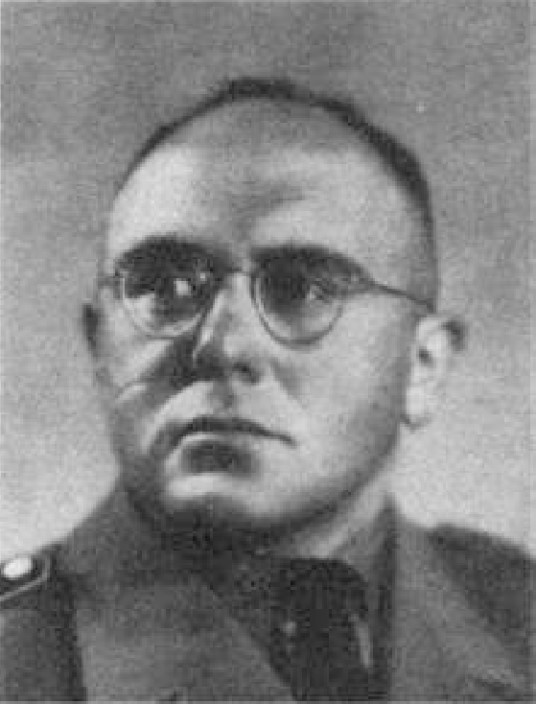
Emil Klein

Emil Klein (* 3. Dezember 1905 in Oldenburg; † 22. Februar 2010 in München) war ein deutscher Politiker der NSDAP und ab 1936 Mitglied des Reichstages.

## Leben
Nach dem Besuch der Volksschule in Innsbruck, Meran und München absolvierte Klein von 1920 bis 1923 eine kaufmännische Lehre und besuchte gleichzeitig die Städtische Höhere Handelsschule in München. Bis 1925 arbeitete er als Bankbeamter, anschließend war er Prokurist, ab 1929 Mitinhaber der Revisions-Kanzlei-Gemeinschaft Eugen Klein & Sohn.
Klein war ein Nationalsozialist der ersten Stunde. Bereits als Jugendlicher trat er am 4. Oktober 1920, dem Jahr ihrer Gründung, der NSDAP und ihrer Jugendgruppe bei. Für die Partei war er als Propagandaleiter und Redner tätig. Am 28. September 1922 folgte der Beitritt zur Sturmabteilung; er gehörte bis November 1923 der 1. Kompanie des SA-Regiments „München“ an. Am 14. und 15. Oktober 1922 nahm Klein beim Deutschen Tag am „Marsch auf Coburg“ teil und beteiligte sich ebenso am 8. und 9. November 1923 am Hitler-Ludendorff-Putsch. Während des folgenden Verbots der NSDAP war er 1924 und 1925 Kassenwart der Ersatzorganisation Großdeutsche Volksgemeinschaft.
Nach der Wiederzulassung der NSDAP trat Klein zum 24. September 1925 erneut der Partei bei (Mitgliedsnummer 47.014). Der Hitlerjugend (HJ) gehörte er ab 1927 an, ein Jahr später führte er die Nachwuchsorganisation der Partei in München und Südbayern. Ab 1934 organisierte er die Hochlandlager, im bayerischen Oberland stattfindende Großzeltlager. 1935 stieg er zum HJ-Obergebietsführer auf und war regional für die Gebiete Hochland, Schwaben, Franken und die Pfalz verantwortlich. Von 1934 bis 1945 war Klein Herausgeber der Jugendzeitschrift „Der Aufbruch“. Aufgrund seiner Ämterfülle galt er als höchster bayerischer HJ-Führer. Seit 1936 war er außerdem Mitglied des Reichstags, der während der NS-Zeit allerdings bedeutungslos war.
Als am 9. November 1938 die Novemberpogrome ausgelöst wurden, organisierte Klein die Beteiligung der HJ. Unter anderem drang er mit einigen HJ-Aktivisten in rund zwanzig Wohnhäuser ein, erpresste von den jüdischen Eigentümern Geldzahlungen und erzwang deren Zustimmung, ihr Haus am nächsten Tag notariell der HJ zu überschreiben; teilweise ordnete er gewaltsame Repressalien an. Laut dem Historiker Michael Buddrus war er unter anderem an der Ermordung des Justizrats Emil Krämer beteiligt, die als Suizid deklariert wurde. Wegen dieser eigenmächtigen Bereicherung der HJ musste sich Klein vor einem Parteigericht verantworten, blieb aber unbestraft.
Ab Dezember 1937 war Klein Adjutant und Beauftragter im politischen Stab des Gauleiters und Kultusministers Adolf Wagner. Ab 1943 leitete er den Politischen Stab im Bayerischen Kultusministerium, ein politisches Ministerbüro, das die übrigen Beamten kontrollierte und die Nazifizierung gewährleistete. Ab 1944 war er mit der Leitung der Geschäfte des Kultusministeriums beauftragt; formell Kultusminister in dieser Zeit war Paul Giesler. Zwischen 1939 und 1942 nahm Klein im Gebirgsjäger-Regiment 98 am Zweiten Weltkrieg in Jugoslawien und der UdSSR teil, 1942 wurde er als Leutnant der Reserve aus der Wehrmacht entlassen. Ab Januar 1945 war Klein Verbindungsoffizier des bayrischen Gauleiters Paul Giesler zu Dienststellen der Wehrmacht. Klein wurde von seiner Partei mit dem goldenen Parteiabzeichen, dem Coburger Ehrenzeichen, dem Blutorden Nr. 1054, dem goldenen HJ-Ehrenzeichen mit Eichenlaubrand und dem NSDAP-Verdienstabzeichen in Silber, EK 2, ausgezeichnet.
Nach der Befreiung war Klein gemäß dem automatischen Arrest bis zum 7. Mai 1948 in mehreren Lagern interniert. Im Zuge der Entnazifizierung stufte ihn eine Spruchkammer am 27. Juni 1948 in die Kategorie „Hauptbelasteter“ ein. Auch wegen seiner Beteiligung am Novemberpogrom wurde Klein zu drei Jahren Arbeitslager und zu Beschränkungen in seiner Berufswahl verurteilt. In den folgenden Jahren wurde die Beschränkungen abgemildert; im Oktober 1953 wurden die Aufenthaltsbeschränkungen aufgehoben. Danach war Klein als Prokurist im Möbelhandel in München tätig, wobei er unter Beobachtung durch die Polizei und das Bayerische Landesamt für Verfassungsschutz stand. Im Jahr 2000 wurde ihm vom damaligen bayerischen Ministerpräsidenten Edmund Stoiber zum 95. Geburtstag eine Silbermedaille verliehen. Emil Klein verstarb am 22. Februar 2010 im Alter von 104 Jahren in München.